# Эдинборо
Эдинборо (англ. Edinboro) — боро в штате Пенсильвания, США. Расположено в 17 милях к югу от административного центра Эри, и в 84 милях к востоку от Кливленда, штат Огайо. Численность населения составляет 6438 человек (2010).
Город расположен в снежном поясе озера Эри.

## География
По данным Бюро переписи населения США, район имеет общую площадь в 2,4 квадратных мили (6,3 км²), из которых 2,3 квадратных мили (6,0 км²) составляет земля и 0,1 квадратной мили (0,3 км²) (4,53 %) — вода .

## Образование
В 1857 году в Эдинборо был основан университет. В настоящее время обучение в Эдинборском университете даёт возможность получить степени в области инженерных технологий, искусства, образования, социальной работы, всего — более 100 образовательных программ. Университет является членом высшего образования штата Пенсильвания в США и является главным поставщиком научных кадров в местную экономику.